# Lignières (Aube)
Lignières je francouzská obec v departementu Aube v regionu Grand Est. V roce 2012 zde žilo 239 obyvatel.

## Poloha
Obec leží u hranic departementu Aube s departementem Yonne, tedy i u hranic regionu Grand Est s regionem Burgundsko-Franche-Comté. Sousední obce jsou: Bernon, Coussegrey, Cheney (Yonne), Chessy-les-Prés, Marolles-sous-Lignières, Molosmes (Yonne) a Tronchoy (Yonne).

## Vývoj počtu obyvatel
Počet obyvatel